# Baron Willoughby
Baron Willoughby est un titre héréditaire dans la pairie d'Angleterre.
Créé par mandat au moins trois fois, il existe trois titres sous le nom Willoughby :
1. Baron Willoughby d'Eresby :
Robert Willoughby en fut le premier représentant
2. baron Willoughby de Broke (en)[1]
3. baron Willoughby de Parham (en)[2]